# Estadi Nueva Balastera
L'Estadi Municipal Nueva Balastera pertany a l'Ajuntament de Palència, i va ser inaugurat el 10 d'octubre de 2006 sent alcalde de la ciutat Heliodoro Gallego Cuesta.

## Dades bàsiques
- El seu principal impulsor i promotor va ser el malmès president Alberto de la Cort López, que va rescatar en 2001 la vella idea d'un nou estadi per a Palència i va animar a institucions públiques i privades perquè reprengueren el projecte. La seua absència el dia de la inauguració va ser molt recordada per tota l'afició. Alberto de la Cort López va morir després d'una llarga malaltia sense poder veure complit el seu somni d'un nou estadi per a Palència.
- Va ser construït per la unió de les empreses Formigons Sierra, Immobiliària Riu Vena i Promociones Pal amb un cost final de 18 milions d'euros.
- L'arquitecte va ser Patxi Mangado, el qual va procurar un estil nòrdic a l'estadi, a més de voler que l'emblema de l'estadi foren els seus focus d'il·luminació.
- L'estadi té capacitat per a 8.070 persones, totes elles assegudes, a diferència de l'antic estadi de La Balastera.
- El nom seleccionat va ser el de mantenir el de l'antic estadi amb la diferenciació d'anomenar-lo Nuevo Estadio (Nou Estadi en català).
- Altres noms que s'havien pensat per a l'estai van ser Regne de Castella, o el de l'atleta palentí Mariano Haro.

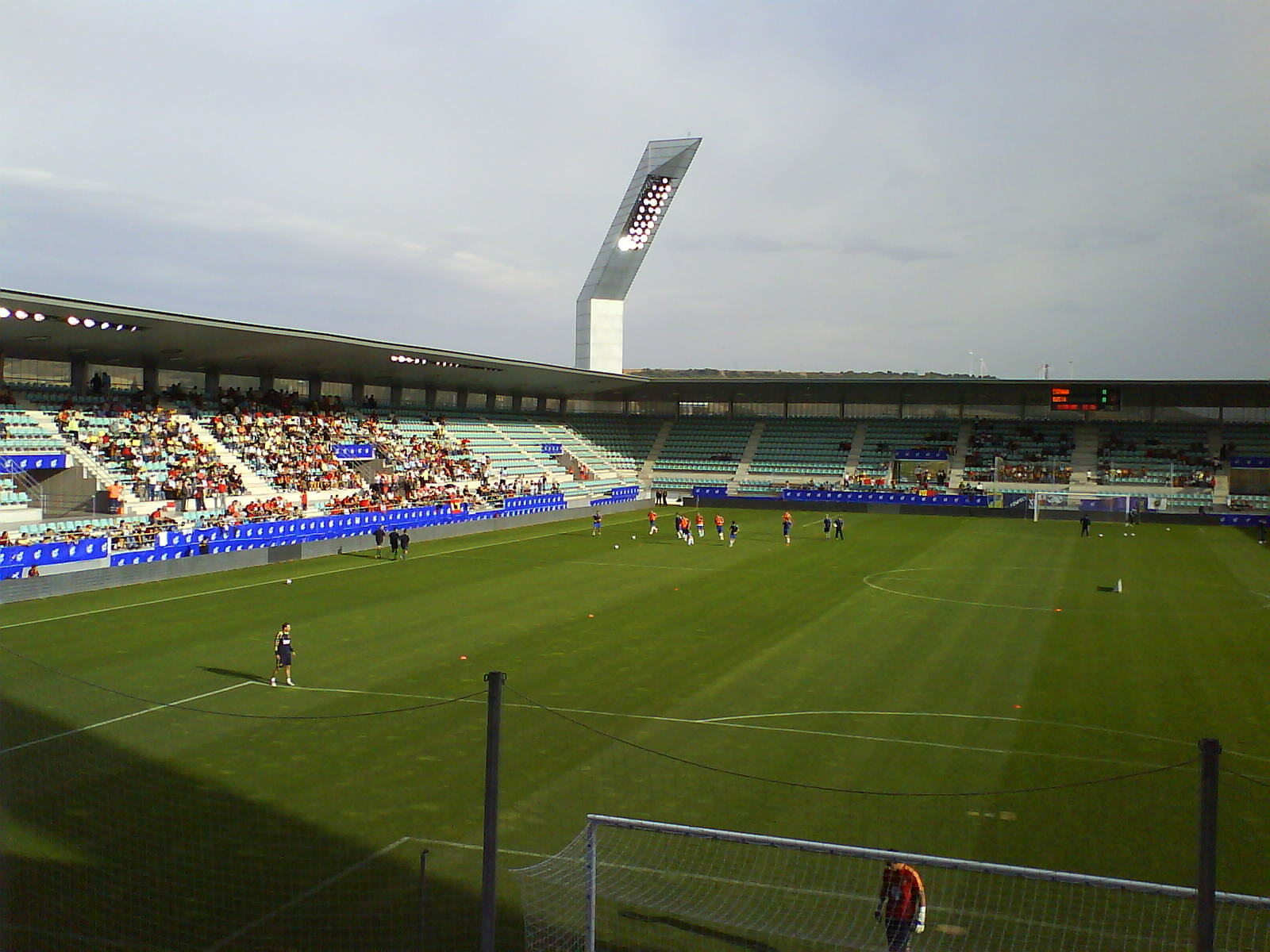
Vista parcial de l'estadi

## Localització
L'estadi recupera una de les zones més degradades de la ciutat: la zona industrial. Amb la qual cosa se li atorga espai nou a la zona residencial i de serveis en detriment de l'antiga amb fins industrials. La construcció està situada molt prop del recinte ferial de Palència entre els polígons residencial i industrial.
Es troba envoltat per superfícies enjardinades i pel rierol de Villalobón.

## Prestigi
L'estadi ha guanyat un gran prestigi mundial. La primera aparició de l'estadi en l'estranger va anar en un reportatge que va realitzar Patxi Mangado per al New York Times, on va agradar als nord-americans. A continuació es va realitzar una exposició d'arquitectes espanyols a Nova York, on Patxi Mangado també ho va mostrar. En el mes de juny de 2007 va guanyar a Barcelona un premi per aquest estadi i és favorit per a guanyar el Premi Nacional d'Arquitectura.